# Elencos da Kolss-BDC Team
A equipa ciclista profissional ucraniana Kolss-BDC Team (e as suas anteriores denominações) tem tido, durante toda a sua história, os seguintes elencos:

## Kolss Cycling Team

### 2010
| Nome                | Nascimento | Nacionalidade | Equipa de 2009              |
| Igor Bykov          | 09/01/1991 | Ucrânia       | Neoprofissional             |
| Evgen Filin         | 06/11/1990 | Ucrânia       | Neoprofissional             |
| Golovash, Oleksandr | 21/09/1991 | Ucrânia       | Neoprofissional             |
| Volodymyr Gomeniuk  | 03.01/1985 | Ucrânia       | Neoprofissional             |
| Andry Gorkusha      | 27/01/1990 | Ucrânia       | Neoprofissional             |
| Vladislav Hryn      | 08/10/1989 | Ucrânia       | Danieli Cycling Team (2008) |
| Mykhailo Kononenko  | 30/10/1987 | Ucrânia       | Danieli Cycling Team (2008) |
| Dmytro Popov        | 23/02/1990 | Ucrânia       | Neoprofissional             |
| Oleksandr Prevar    | 28/06/1990 | Ucrânia       | Neoprofissional             |
| Anatoly Sosnitsky   | 04/09/1990 | Ucrânia       | Neoprofissional             |
| Sergiy Umnov        | 11/07/1989 | Ucrânia       | Danieli Cycling Team (2008) |
| Andriy Vasylyuk     | 29/08/1987 | Ucrânia       | Danieli Cycling Team (2008) |
| Evgen Voroshin      | 26/05/1991 | Ucrânia       | Neoprofissional             |

1. 1 2  desde 18 de junho.

### 2011
| Nome                 | Nascimento | Nacionalidade | Equipa de 2010  |
| Yaroslav Boyko       | 29/12/1989 | Ucrânia       | Neoprofissional |
| Igor Bykov           | 09/01/1991 | Ucrânia       | Kolss           |
| Evgen Filin          | 06/11/1990 | Ucrânia       | Kolss           |
| Volodymyr Gomeniuk   | 03/01/1985 | Ucrânia       | Kolss           |
| Andry Gorkusha       | 27/01/1990 | Ucrânia       | Kolss           |
| Oleksandr Grygorenko | 05/07/1988 | Ucrânia       | Neoprofissional |
| Andriy Khripta       | 29/11/1986 | Ucrânia       | Neoprofissional |
| Mykhailo Kononenko   | 30/10/1987 | Ucrânia       | Kolss           |
| Yuriy Leontenko      | 27/06/1986 | Ucrânia       | Neoprofissional |
| Oleksandr Prevar     | 28/06/1990 | Ucrânia       | Kolss           |
| Anatoly Sosnitsky    | 04/09/1990 | Ucrânia       | Kolss           |
| Andriy Vasylyuk      | 29/08/1987 | Ucrânia       | Kolss           |

1. 1 2 3 4  desde 1 de junho.

### 2012
| Nome                  | Nascimento | Nacionalidade | Equipa de 2011  |
| Andrij Brataschtschuk | 31/03/1992 | Ucrânia       | Neoprofissional |
| Oleksandr Golovash    | 21/09/1991 | Ucrânia       | Kolss (2010)    |
| Volodymyr Gomeniuk    | 03/01/1985 | Ucrânia       | Kolss           |
| Olexandr Gryhorenko   | 05/07/1988 | Ucrânia       | Kolss           |
| Vladyslav Hryn        | 08/10/1989 | Ucrânia       | Neoprofissional |
| Andriy Khripta        | 29/11/1986 | Ucrânia       | Kolss           |
| Vitaliy Kondrut       | 15/02/1984 | Ucrânia       | Lampre-ISD      |
| Mykhailo Kononenko    | 30/10/1987 | Ucrânia       | Kolss           |
| Andriy Kulyk          | 30/08/1989 | Ucrânia       | Amador          |
| Yuriy Leontenko       | 27/06/1986 | Ucrânia       | Kolss           |
| Dmytro Popov          | 23/02/1990 | Ucrânia       | Kolss (2010)    |
| Oleksandr Prevar      | 28/06/1990 | Ucrânia       | Kolss           |
| Sergii Shumilov       | 22/10/1992 | Ucrânia       | Kolss           |
| Anatoly Sosnitsky     | 04/09/1990 | Ucrânia       | Kolss           |
| Artem Tesler          | 12/12/1988 | Ucrânia       | Neoprofissional |
| Andriy Vasylyuk       | 29/08/1987 | Ucrânia       | Kolss           |

1. 1 2 3 4 5 6 7 8  desde 20 de junho.

### 2013
| Nome                 | Nascimento | Nacionalidade | Equipa de 2012   |
| Andrii Bratashchuk   | 08/04/1992 | Ucrânia       | Kolss            |
| Vitaliy Buts         | 24/10/1986 | Ucrânia       | Lampre-ISD       |
| Oleksandr Golovash   | 21/09/1991 | Ucrânia       | Kolss            |
| Volodymyr Gomeniuk   | 03/01/1985 | Ucrânia       | Kolss            |
| Oleksandr Grygorenko | 05/07/1988 | Ucrânia       | Kolss            |
| Andriy Khripta       | 29/11/1986 | Ucrânia       | Kolss            |
| Valery Kobzarenko    | 05/02/1977 | Ucrânia       | Uzbekistan Suren |
| Mykhailo Kononenko   | 30/10/1987 | Ucrânia       | Kolss            |
| Denys Kostyuk        | 13/03/1982 | Ucrânia       | Lampre-ISD       |
| Andrij Kulyk         | 30/08/1989 | Ucrânia       | Kolss            |
| Oleksandr Kvachuk    | 23/07/1983 | Ucrânia       | Lampre-ISD       |
| Sergiy Lagkuti       | 24/04/1985 | Ucrânia       | Amador           |
| Oleksandr Prevar     | 28/06/1990 | Ucrânia       | Kolss            |
| Mykhaylo Radionov    | 09/09/1984 | Ucrânia       | Amador           |
| Anatoly Sosnitsky    | 04/09/1990 | Ucrânia       | Kolss            |
| Andriy Vasylyuk      | 29/08/1987 | Ucrânia       | Kolss            |
| Volodymyr Zagorodny  | 27/06/1981 | Ucrânia       | Uzbekistan Suren |

1. 1 2 3 4 5 6 7  desde 1 de junho.
2. ↑  Até 31 de maio.

### 2014
| Nome                | Nascimento | Nacionalidade | Equipa de 2013        |
| Andrii Bratashchuk  | 08/04/1992 | Ucrânia       | Kolss Cycling Team    |
| Vitaliy Buts        | 24/10/1986 | Ucrânia       | Kolss Cycling Team    |
| Oleksandr Golovash  | 21/09/1991 | Ucrânia       | Kolss Cycling Team    |
| Volodymyr Gomeniuk  | 03/01/1985 | Ucrânia       | Kolss Cycling Team    |
| Oleksiy Kasyanov    | 22/02/1992 | Ucrânia       | Neoprofissional       |
| Andriy Khripta      | 29/11/1986 | Ucrânia       | Kolss Cycling Team    |
| Mykhailo Kononenko  | 30/10/1987 | Ucrânia       | Kolss Cycling Team    |
| Denys Kostyuk       | 13/03/1982 | Ucrânia       | Kolss Cycling Team    |
| Dmytro Krivtsov     | 03/04/1985 | Ucrânia       | ISD Continental Team  |
| Andrij Kulyk        | 30/08/1989 | Ucrânia       | Kolss Cycling Team    |
| Oleksandr Kvachuk   | 23/07/1983 | Ucrânia       | Kolss Cycling Team    |
| Sergiy Lagkuti      | 24/04/1985 | Ucrânia       | Kolss Cycling Team    |
| Mykhaylo Polikarpov | 18/11/1992 | Ucrânia       | Neoprofissional       |
| Oleksandr Polivoda  | 31/03/1987 | Ucrânia       | Atlas Personal-Jakroo |
| Oleksandr Prevar    | 28/06/1990 | Ucrânia       | Kolss Cycling Team    |
| Mykyta Skorenko     | 28/06/1993 | Ucrânia       | Neoprofissional       |
| Andriy Vasylyuk     | 29/08/1987 | Ucrânia       | Kolss Cycling Team    |
| Volodymyr Zagorodny | 27/06/1981 | Ucrânia       | Kolss Cycling Team    |

1. ↑  Até 25 de julho.
2. 1 2 3 4  desde 1 de junho.
3. ↑  Até 29 de maio.

Stagiares

desde 1 de agosto, os seguintes corredores passaram a fazer parte da equipa como stagiaires (aprendizes à prova).
| Corredor          | Nascimento | Nacionalidade | Equipa de 2014 |
| ----------------- | ---------- | ------------- | -------------- |
| Vasyl Malynivskyi | 21/11/1992 | Ucrânia       |                |

## Kolss-BDC Team

### 2015
| Nome               | Nascimento | Nacionalidade | Equipa de 2014                   |
| Adrian Banaszek    | 21/10/1993 | Polónia       | BDC Marcpol                      |
| Andrii Bratashchuk | 08/04/1992 | Ucrânia       | Kolss Cycling Team               |
| Vitaliy Buts       | 24/10/1986 | Ucrânia       | Kolss Cycling Team               |
| Oleksandr Golovash | 21/09/1991 | Ucrânia       | Kolss Cycling Team               |
| Kacper Gronkiewicz | 29/06/1993 | Polónia       | BDC Marcpol                      |
| Blazej Janiaczyk   | 27/01/1983 | Polónia       | BDC Marcpol                      |
| Piotr Kirpsza      | 27/05/1989 | Polónia       | BDC Marcpol                      |
| Mykhailo Kononenko | 30/10/1987 | Ucrânia       | Kolss Cycling Team               |
| Denys Kostyuk      | 13/03/1982 | Ucrânia       | Kolss Cycling Team               |
| Andrij Kulyk       | 30/08/1989 | Ucrânia       | Kolss Cycling Team               |
| Sergiy Lagkuti     | 24/04/1985 | Ucrânia       | Kolss Cycling Team               |
| Vasyl Malynivskyi  | 21/11/1992 | Ucrânia       | Kolss Cycling Team (stagiare)    |
| Mateusz Nowaczek   | 13/03/1991 | Polónia       | Bank BGŻ (2013)                  |
| Oleksandr Polivoda | 31/03/1987 | Ucrânia       | Kolss Cycling Team               |
| Oleksandr Prevar   | 28/06/1990 | Ucrânia       | Kolss Cycling Team               |
| Adam Stachowiak    | 10/07/1989 | Polónia       | BDC Marcpol                      |
| Adrian Tekliński   | 03/11/1989 | Polónia       | Bank BGŻ (2013)                  |
| Konrad Tomasiak    | 02/12/1991 | Polónia       | TC Chrobry Lasocki Glogow (2013) |
| Andriy Vasylyuk    | 29/08/1987 | Ucrânia       | Kolss Cycling Team               |

1. ↑  Até 19 de junho.
2. ↑  Até 28 de fevereiro.
3. 1 2  desde 19 de junho.
4. ↑  desde 1 de maio.

### 2016
| Nome               | Nascimento | Nacionalidade | Equipa de 2015       |
| Pavlo Bondarenko   | 10/09/1996 | Ucrânia       | Kyiv Capital Racing  |
| Andrii Bratashchuk | 08/04/1992 | Ucrânia       | Kolss-BDC Team       |
| Vitaliy Buts       | 24/10/1986 | Ucrânia       | Kolss-BDC Team       |
| Volodymyr Dzhus    | 23/06/1993 | Ucrânia       | ISD Continental Team |
| Oleksandr Golovash | 21/09/1991 | Ucrânia       | Kolss-BDC Team       |
| Andriy Khripta     | 29/11/1986 | Ucrânia       | Kyiv Capital Racing  |
| Mykhailo Kononenko | 30/10/1987 | Ucrânia       | Kolss-BDC Team       |
| Denys Kostyuk      | 13/03/1982 | Ucrânia       | Kolss-BDC Team       |
| Andrij Kulyk       | 30/08/1989 | Ucrânia       | Kolss-BDC Team       |
| Sergiy Lagkuti     | 24/04/1985 | Ucrânia       | Kolss-BDC Team       |
| Vasyl Malynivskyi  | 21/11/1992 | Ucrânia       | Kolss-BDC Team       |
| Oleksandr Polivoda | 31/03/1987 | Ucrânia       | Kolss-BDC Team       |
| Oleksandr Prevar   | 28/06/1990 | Ucrânia       | Kolss-BDC Team       |
| Llibert Sendrós    | 16/09/1991 | Espanha       | Neoprofissional      |
| Mykyta Skorenko    | 28/06/1993 | Ucrânia       | Kyiv Capital Racing  |
| Matteo Spreafico   | 15/02/1993 | Itália        | Team Ideia 2010 ASD  |
| Maksym Vasilyev    | 14/04/1990 | Ucrânia       | ISD Continental Team |
| Andriy Vasylyuk    | 29/08/1987 | Ucrânia       | Kolss-BDC Team       |

1. ↑  desde 10 de agosto.
2. ↑  Até 5 de junho.
3. ↑  Até 30 de abril.
4. ↑  desde 12 de agosto.

Stagiares

desde 1 de agosto, os seguintes corredores passaram a fazer parte da equipa como stagiaires (aprendizes à prova).
| Corredor            | Nascimento | Nacionalidade | Equipa de 2016 |
| ------------------- | ---------- | ------------- | -------------- |
| Vladyslav Soltasiuk | 23/09/1997 | Ucrânia       |                |

### 2017
| Nome                | Nascimento | Nacionalidade | Equipa de 2016             |
| Norbert Banaszek    | 18/06/1997 | Polónia       | Verva ActiveJet            |
| Adrian Banaszek     | 21/10/1993 | Polónia       | Verva ActiveJet            |
| Pavlo Bondarenko    | 10/09/1996 | Ucrânia       | ISD-Jorbi Continental Team |
| Andrii Bratashchuk  | 08/04/1992 | Ucrânia       | Kolss-BDC Team             |
| Yurii Burchenia     | 05/05/1998 | Ucrânia       | Neoprofissional            |
| Vitaliy Buts        | 24/10/1986 | Ucrânia       | Kolss-BDC Team             |
| Volodymyr Kogut     | 28/07/1984 | Ucrânia       | Amore & Vita-Selle SMP     |
| Mykhailo Kononenko  | 30/10/1987 | Ucrânia       | Kolss-BDC Team             |
| Andrij Kulyk        | 30/08/1989 | Ucrânia       | Kolss-BDC Team             |
| Sergiy Lagkuti      | 24/04/1985 | Ucrânia       | Kolss-BDC Team             |
| Vasyl Malynivskiy   | 21/11/1992 | Ucrânia       | Kolss-BDC Team             |
| Oleksandr Polivoda  | 31/03/1987 | Ucrânia       | Kolss-BDC Team             |
| Oleksandr Prevar    | 28/06/1990 | Ucrânia       | Kolss-BDC Team             |
| Llibert Sendrós     | 16/09/1991 | Espanha       | Kolss-BDC Team             |
| Mykyta Skorenko     | 28/06/1993 | Ucrânia       | Kolss-BDC Team             |
| Vladyslav Soltasiuk | 23/09/1997 | Ucrânia       | ISD-Jorbi Continental Team |
| Andriy Vasylyuk     | 29/08/1987 | Ucrânia       | Kolss-BDC Team             |

1. 1 2  desde 24 de março.
2. 1 2  desde 3 de março.
3. ↑  desde 30 de maio.
4. ↑  Até o 10 de março.